# 黄准 (足球运动员)
黄准（1989年1月27日—），中国足球运动员，司职后卫，现效力于中甲球队呼和浩特东进。